# 스페인의 경제사
이 문서는 스페인의 경제사에 관련하여 주제를 다룬다.

## 고대
선사 시대 이베리아족과 켈트족은 현재 스페인에 가장 초기에 거주한 부족이었다. 이베리아족은 농경과 철체 도구를 사용하기 시작했고 켈트족의 경제는 소 등의 가축을 키우며 성장하여 다른 지역에 분포하던 켈트족의 경제 구조와 유사했다. 많은 역사가들은 선사 시대의 켈트족이 적지 않게 연관성을 갖고 있었으므로 두 부족을 켈트이베리아족(Celtiberians)이라 칭해야 한다고 주장한 바 있다. 그러나 두 부족의 연관성이 전반적으로 규명되지는 않았다.

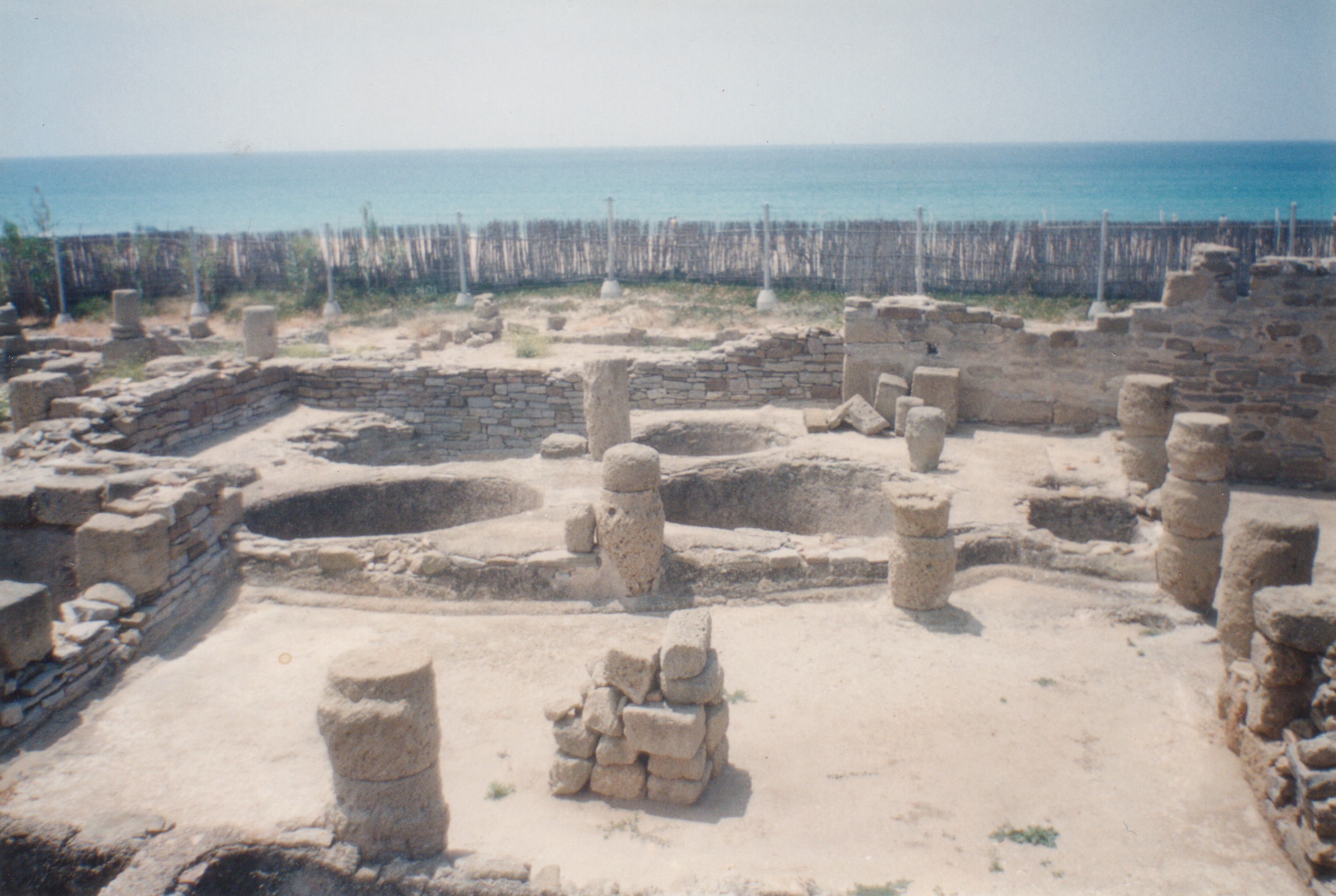
스페인 타리파 근처의 로마인의 옛 공장

카르타고인과 고대 그리스인 세력 또한 이베리아 반도에 거주하던 사람들과 교역했고 해안에 식민 도시를 건설했다. 스페인에 광물 자원이 많았고 금속을 구할 곳이 많았으므로 초기 철기 시대에 중요한 자원을 구할 수 있었다 카르타고는 이베리아 반도 일부를 1차 포에니 전쟁 후에 정복했다. 2차 포에니 전쟁에서 카르타고가 패하면서 로마인들이 이베리아 반도 전체를 수세기동안 점령했고 히스파니아의 개념이 출발한다. 이에 따라 경제 또한 여러 인근의 부족과 다른 제국 영토와 연결되어 교역을 이루며 다각화가 되었다.

## 중세
로마 제국이 붕괴한 이후 서유럽 대부분이 암흑기에 접어들었지만 현재 스페인에 분포하던 여러 왕국 세력들은 여전히 부강했다. 우선 서고트 왕국은 로마 세력의 부강함이 쇠퇴하자 이를 차지했고 중앙집권화를 꾀하기 위해 귀족 세력과 결탁했다. 이에 따라 귀족 일부는 톨레도로 돌아오게 된다. 약간의 반발과 위기도 있었지만 대부분의 로마 행정체계와 산업 기반 구조(길, 다리, 수원, 관개 체계)는 타지역과 달리 상대적으로 균일하게 분포하고 있었다. 후에 무어인이 이베리아 반도를 차지하고 가톨릭 군주에 들어 통합이 이뤄지면서 로마 제국 때 닦아온 기반 시설도 개보수를 거쳐 확장된다. 그러는 동안에 과거의 관습이 답습되고 있던 외곽 지역에서는 이슬람 세계와의 교역을 통해 해안가를 중심으로 농경 기술이 발달하기 시작한다. 과거 로마 속령 지역과의 교역은 줄어들기 시작했지만 서고트왕국과는 일부의 교역이 있었으며 무어인의 지배 하(알안달루스 왕조)에서 더욱 향상된다. 가톨릭 군주의 결합으로 더욱 굳건하고 정제된 권력 구조를 갖게 되자 무어인은 추방된다. 이 일련의 사건을 레콘키스타라 칭한다.
카스티야 왕국이 아라곤 왕국과 병합되면서 상선을 운용하던 대상들은 베니스, 한자동맹과 경쟁 구도를 갖게 됐다. 카스티야와 아라곤 사람들의 경제 관념과 그 구조가 이러한 상황에 이유가 되었다. 중세 시대의 다른 유럽 국가들은 경제 생산과 교역, 보급 등에 대해 철저히 통제했고 이러한 규제 하에서 mesta라는 개념은 카스티야의 주요 수출품이던 양모의 생산을 통제했다.

## 연합과 탐험
레콘키스타를 통해 가톨릭 군주는 탐험으로 국내의 관심을 돌리려 했다. 1493년 교황 알렉산더 6세는 형식적으로나마 스페인과 포르투갈이 신세계의 식민지를 구분하여 나눠 점령하도록 허용했다. 1년 뒤 토르데시야스 조약을 통해 포르투갈은 브라질을 점유하게 되었다.
1493년 크리스토퍼 콜럼버스는 두 번째 항해를 통해 1,500명의 식민주의자들을 태우고 떠났다. 이들은 왕실이 임명한 행정가들로서 이미 Indies라고 규정한 가톨릭 군주가 지명한 사람들이었다. 인디아스 자문회의(Consejo de Indias)는 1524년 설립되어 식민 사안에 대한 고문위원회로 역할하였고 교역위원회는 식민지와의 교역을 통제했다. 새로 갖춘 식민지 지역은 왕정의 직접 통치 하에 있었다.

## 신세계로부터 금은 탈취
아메리카 대륙을 발견하고 식민지 확장이 카리브해와 아메리카 대륙을 토대로 광범하게 이뤄지면서 농산품과 광물이 스페인으로 유입되어 그야말로 보물섬 항로가 된다. 감자와 토마토, 옥수수 등 신생 작물은 스페인의 경제를 지탱할 수 있도록 보템이 됐고 유럽 대륙의 인구를 지탱하는 데 도움이 되었다. 금과 은은 스페인 왕정이 세력을 보유하여 네덜란드와 이탈리아에 군력을 파견하고 독일의 군사 확충, 해군력 확보 등에 사용됐다. 이를 토대로 국민들의 소비 욕구를 채울 수 있기도 했다. 그러나 계속된 귀금속이 유입되면서 인플레이션이 일어나고 하층민에게는 되려 물가가 오르면서 독이 된다. 이는 수출을 더욱 악화시켜 국내 생산물의 가격이 오름에 따라 가격경쟁력이 떨어지게 된다.

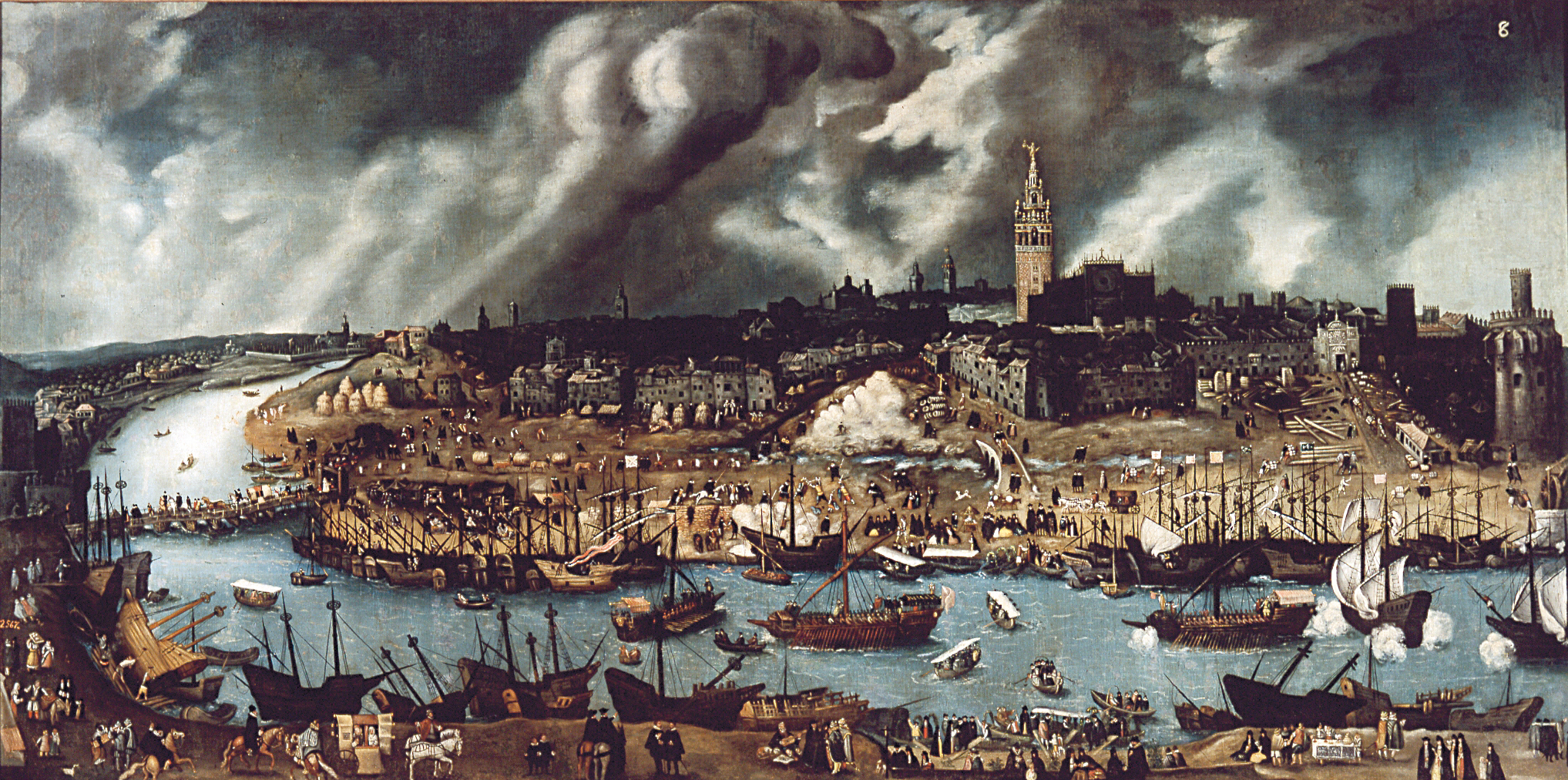
1500년대의 세비야 항. 법령에 따라 모든 수출 선박은 세비야 항을 거쳐야 했다.

국내 생산품에 대해서는 세금이 아주 심해서 아라곤과 카스티야 내에서 생산된 상품의 가격은 천정부지로 올랐고 특별히 카스티야 지방의 생산물은 관세가 더 높았다. 기업가들은 신분 상승의 기회를 잡았고 생산자의 역할에서 벗어나 많은 부를 쌓고 세력을 키우게 된다. 그러나 전염병의 창궐과 식민지로의 인구 유출이 일어나면서 16세기 후반 800만이던 스페인의 인구는 17세기 중반에는 100만 명이 감소했고 이러한 현상은 카스티야 지방에서 두드러졌다.

## 부르봉 왕가 개혁
카를로스 3세의 치세 동안 스페인의 경제는 눈에 띄게 성장했다. 그러나 부르봉 왕가의 개혁은 국가의 재정 형태 파악에 대해서는 전혀 파악이 되지 않은 불상사를 초래했다. 페드로 로드리게스 데 캄포마네스와 같은 자유주의자들은 사회경제우호협회를 설립하여 경제 개발을 촉진하고자 노력했다. 그들은 경제 뿐 아니라 과학의 발전과 계몽주의 철학 등에 대해서 깊은 관심을 보였다. 그러나 국가 관료주의의 형태가 논의되었음에도 불구하고 개혁 운동은 카를로스 3세의 재정적 지원과 보장 없이는 이뤄질 수 없는 것이었다.

## 나폴레옹과 독립 전쟁
스페인의 아메리카 속령은 전후의 혼란을 틈타 독립을 주장하기 시작하였고 공화주의 정부를 출범하기 시작한다. 1825년을 기준으로 쿠바와 푸에르토리코만이 스페인령으로 남게 되었다. 페르디난드 7세는 왕정으로 복고하여 식민지를 통치하려는 전략을 다시 구상하였으나 헛수고였다. 이러한 움직임은 국내에서조차 회의적이었고 미국 전쟁을 일으키려 하는 데 대해서도 그 반응은 적었다.

## 1898~1920
20세기가 시작했지만 스페인의 경제는 여전히 농경 위주인데다 도시화는 미진했다. 산업 기반은 카스티야의 직물 공장이 전부였고 바스크 지방의 실용 작물을 제외하면 별다를 것이 없었다. 1차 세계대전의 여파 이후에도 카탈루냐와 바스크 지방의 두 자치 도시인 비스카야, 구이푸스코아만이 농경 생산량보다 산업 생산량이 높았다. 농업 생산량은 적자일 수 밖에 없었던 뒤떨어진 농경 기술과 관개 시스템 구축의 미비, 농촌 지방의 신뢰할만한 농업 기반 시설 부족, 낡은 방식의 농경지 임차 방식 등으로 다른 서유럽 국가들에 비하면 생산성이 떨어졌다. 기초 산업 뿐 아니라 금융업계의 발전은 상대적으로 더뎌 있었다. 스페인 은행은 개인 소유였고 공공의 역할을 조폐 발행과 연방정부의 활동 출자 목적 등으로 극히 제한되었다. 더군다나 연방 정부와 왕정은 스스로의 역할을 영토 보전과 사법 판단을 통한 정의, 사회질서 구현 등에만 기능하고 있어 국도, 교육, 복지 등을 빼고는 국가 경제를 지탱할만한 공공 서비스가 부재했다.

## 프리모 데 리베라
귀족이었던 미겔 프리모 데 리베라는 왕의 임명 하에 총리가 되었고 7년 동안 의회를 해산하여 1930년까지 군부의 동의 하에 정치 권력을 휘두른다.
보호주의와 국가 통제 경제 체계는 일시적인 경제 회복을 일으켰다. 1930년 대위기를 거치면서 특수 이익집단이 정부에 제공하던 지원은 사라졌고 의회의 개혁을 추구하지도 않았다. 지성인들의 반발은 거세졌다. 경제인들은 국체의 실패를 토대로 실망감을 감출 수 없었고 경제 체계의 발전을 꾀하려는 시도는 군부의 지원을 얻기 위한 재정 부담을 야기했다. 군부의 지원이 없어지면서 미구엘은 왕에게도 더 이상 신뢰 받을 수 없었고 권좌에서 물러난 지 얼마되지 않아 사망했다.

## 스페인 제2공화국
스페인 공화정은 군주제를 대신함과 동시에 국제 경제의 위급함을 타개할 문제점도 겪어야 했다. 스페인 제2공화국 중 세 정부는 여러 개혁을 도모하는 데 실패하여 농지 개혁 등에서도 효과적인 해결책을 내놓지 못했다. 이에 따라 총파업 등 노동자들의 대규모 분쟁 시위가 잦아지고 경제 발전은 후퇴했다.
스페인 내전 동안 분열은 두 개의 중앙집권화된 경제 체제를 야기했다. 전반적인 경제 효과는 전쟁 무기 산업에 집중되었다. 최근의 연구에 따르면 당시의 경제 성장은 개인 부분의 전쟁 관련 무기 거래에만 집중되었고 민간 경제가 구분되어 효과적인 성공을 이룰 수 없었음을 보여주었다.

## 프란시스코 프랑코 독재기

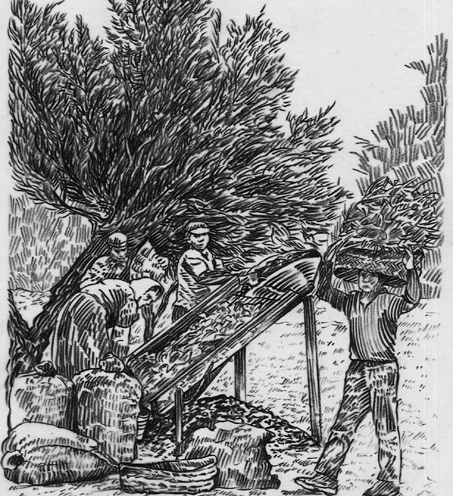

스페인은 경제 상황을 타개해야 할 필요성이 컸다. 금과 외환보유고는 거의 말라버린 상태였고 전쟁으로 인한 기근과 황폐함은 모든 산업과 농경의 생산량 자체를 급감시켰다. 이러한 어려움을 극복하려면 수입품에 의존해야 하기도 했고 더군다나 2차 세계대전이 발발하면서 모든 공급 자체를 어렵게 했다. 전후에도 스페인의 경제 상황은 원자재의 전 세계적 공급 부족과 산업재 공급 부족으로 나아질 기미를 보이지 않았다. 여러 유럽의 이웃 국가들도 재건 문제를 겪고 있었고 스페인 내전 당시 국민당의 편에 섰던 무솔리니나 히틀러 등의 국제적인 스페인 재건 프로그램에 참여하기를 원치 않았다. 1939년 내전이 끝난 뒤 십 년 동안 스페인의 경제는 심각한 침체기에 머물러 있었다.
추축국에 협력했다는 국제적 비아냥을 스스로 해결해보고자 자급자족 경제 계획을 도입하기 시작한다. 경제 자립 정책은 국제 사회에서의 고립 때문만은 아니었다. 국내 경제 단체들의 입김이 작용한 것도 있었다. 더군다나 1939년에서 1945년 사이 스페인의 군부 수장은 이베리아 반도의 연합국 침공을 두려워 했고 외국 무기에 대한 의존 자체를 줄여나가려 했다.
1940년대에는 경제적으로 훨씬 뒤쳐져 있었으며 스페인 내전의 참혹한 결과와 자급 정책의 폐해 등이 복합적으로 겹쳐 있어 더욱 결과가 재앙에 가까웠다. 인플레이션이 치솟았고 그나마 회복하려던 기미는 없어졌으며 몇 년 동안 성장 지표 대부분은 부정적이었다. 1950년대 초반까지 GDP는 주요 서유럽 국가의 수준에 비교하면 40%에 불과했다. 경제 침체가 10년간 계속되면서 급격히 오르는 물가에 암시장이 활성화되었다.
스페인 정부는 자급자족으로 벌어진 위기 상황을 해결하는 데 머뭇거리다 경제 시스템 자체에 대한 전환을 꾀하고자 했다. 내전 이전의 산업생산량이 1950년대 초반에 들어 회복되었고 1958년까지 농업 생산량은 그 수준에 미치지 못한 채로 남아 있었다.
경제 자유화를 다시 한 번 촉진한 계기는 1953년 9월 상호 방위 조약을 미국과 체결하면서이다. 미국의 군사 주둔을 허용하는 대가로 아이젠하워 행정부는 프랑코 정권에 상당한 재정 지원을 약속했다. 10억 달러가 넘는 경제적 지원이 10년 동안 지원되었다. 1953년에서 58년 사이 스페인의 국민총생산은 매년 5%씩 성장하기 시작한다.
1951년에서 56년 사이에는 경제 발전이 가속화되었지만 개혁은 미비했고 정기적이지도 않았다. 부패와 비효율적인 관료주의가 척결 대상이었다. 1950년대 중반에 이르러 인플레이션 지표가 다시 상승하기 시작했고 외환보유고는 미국 달러로 5,800만 달러였던 것이 1959년 중반에는 6000만 달러로 치솟았다. 중산층의 수요는 늘어났고 관광객들의 숫자가 급속도로 증가했다. 식문화도 더욱 높은 식재료를 요구하는 풍토가 늘어나면서 수입 식재료와 사치품의 수입이 급증했다. 동시에 수출은 국내 수요 증가와 무역에 대한 국가적 제한으로 늘어날 기미를 보이지 못했다. 이에 따라 스페인 페세타는 항시 암시장에서 낮은 비율로 거래되었고 스페인의 외환 채무액은 미국 달러로 6천만 달러에 달하게 된다.
내각 내에서도 얼어 붙은 경제 상황을 극복하고자 전략 수립에 대해 많은 논의가 있었고 프랑코는 신자유주의자들의 생각을 따르게 되었다. 은행가와 기업 총수, 일부 학자들, 로마가톨릭 집단 등이 포함되었다.
1957년에서 1959년은 경제안정화 이전의 시기로서 경제 정책 입안자들은 반인플레이션 정책을 점진적으로 추진해 스페인의 경제를 국제 경제와 연관될 수 있도록 독려해야 한다고 주장했다. 그러나 외부로의 경제 활동 증대와 내수 약화는 더 많은 변화를 야기하게 했다.
1950년대 후반 경제 정책의 변화가 선거 공약이 되면서 1957년 내각 내각은 철저한 재정 정책에 대한 점검을 통해 주요 장관에 경제학을 공부한 적이 있는 젊은 인사들을 기용했다. 이 새로운 내각 구성은 경제 정책 위원회의 설립과 경제위원회, 회계 정책을 총리의 결정 하에 놓도록 했다.
행정 부문에서의 변화는 여러 경제 부처에서 만성적으로 일어나던 견제 구도를 없애는 데 중요한 역할을 했다. 다른 주요 개혁으로는 법인세의 도입이 있었다. 만성적인 세금 탈세는 더욱 어려워지게 됐고 세금 발행도 급격하게 늘어났다. 정부 지출이 1958년 줄어들면서 개혁은 수년 만에 처음으로 정부 세입 이익을 보게 된다.
서유럽 대부분의 국가에서 철저하게 고립되었던 배경은 스페인 국내 경제를 제동할 더 강력한 방법을 요했다. 주요 이웃 국가들은 유럽공동체와 유럽 자유무역협회를 창설할 움직임을 보이고 있었다. 여러 회원국들 간에 자유무역을 추진하는 과정에서 여러 기구들은 스페인과 같은 국가들과 무역 쿼터를 마련하고 양자관계를 맺는 데 경제 구조 상 어려움이 있을 것으로 파악했다.
스페인의 가입은 사실상 정치적으로 불가능했지만 다른 국제 기구들에 참가를 초청 받았다. 1958년 스페인은 유럽경제위원회의 참여국이 되었고 1961년 OECD의 회원국이 되었다. 1959년에는 국제통화기금과 세계은행에 가입했다. 이들 기구에 참가하며너 스페인은 자립 경제 정책을 포기하게 되었고 다른 유럽 국가들로부터 고립되어 낮은 수준으로 유지되던 경제 발전 상황을 타개하도록 하게 했다.
1958년 12월, 국제통화기금의 지원 하에 7달 동안의 초고 작서와 준비를 거쳐 스페인은 1959년 6월 30일 안정화 정채글 발표했다. 두 목표는 수요를 제어하는 데 필요한 통화 정책과 필요한 회계 정책을 뒷받침함으로써 동시에 외국과의 무역을 자유화하고 외국 자본의 투자를 허용하는 것이었다. 초기의 영향으로 디플레이션과 경기 침체의 영향이 나타나 실질 소득이 감소하고 실업률이 1년 동안 늘어났다. 경제 침체와 박봉에 견디지 못한 노동자들 중 50만 명 정도는 다른 서유럽 국가로 일자리를 찾아 떠나게 되었다. 하지만 주요한 목표는 달성되었다. 이를 통해 스페인 페세타를 보유하던 외국 은행의 지급 중지를 피할 수 있었다. 1959년 스페인의 외환보유고는 1억 달러 증가한다. 외화의 투자도 1958년에서 1960년 사이 7배가 늘어났고 해외관광객의 수가 폭발적으로 증가하면서 외환의 수요가 급증한다.

## 프랑코 사후: 1975-1980년대
프랑코가 1975년 죽고 민주화로 전환되면서 스페인 사람들의 관심은 경제에서 잠시 멀어진다. 민주주의로의 회귀는 석유 가격이 급등하는 결과를 초래했고 경제적으로는 70%가 넘는 에너지를 외국에 의존하던 스페인에 치명적이었다. 그럼에도 불구하고 아돌포 수아레스 정부는 경제 정책을 점검하고 스페인의 석유 의존율을 줄이려는 데 소극적이었다. 민주화를 비롯한 정치적 이슈에 많은 관심이 있었고 새로운 정치 제도의 도입이 우선시됐다.
1970년대 석유 파동에서 야기된 경제 질서의 변화에 적응하지 못했기에 스페인 전체적으로는 1974년에서 1976년 인건비가 크게 오르고 반대로 생산성은 급감하였다. 서유럽 전반적으로 경제 침체 상황의 결과는 노동력 유출로 야기되어 이민을 촉진시켰으며 농촌에서 도시로 인구 이동이 이뤄졌다. 도시라고 해서 특별히 일자리가 많은 것은 아니었으므로 모든 부문에서 도시의 실직률은 높아질 수 밖에 없었다. 정부 적자는 눈동이처럼 커져 사회적 치안과 공공 부문의 재정 적자는 계속 반복되었다. 에너지 소비는 반대로 높았다.
스페인 사회당이 1982년 말 내각을 출범하자 인플레이션은 매년 16%, 국채 미불금은 40억 달러, 외환보유고는 거의 고갈된 상태였다. 그러나 이 상황을 해결하는 데 펠리페 곤잘레스 내각은 이전의 정권과는 다른 이점을 누렸다. 양원 모두 여당이 대다수였던 것이다. 대다수의 우위를 바탕으로 긴축 재정을 꾀할 수 있었다.
사회당 정부는 적극적인 재정 긴축 조치와 함께 실증적인 회계 정책과 정통 이론을 따른 통화 이론을 표방했다. 1983년 더욱 내실을 기하고 장기적인 경제 계획을 통해 난국을 해결하려 했다. 규모는 크나 실익이 없던 대규모 공기업을 처분하면서 상대적으로 그 생산성이 떨어지던 모순을 없애기도 했다. 산업 전반의 근대화 프로그램은 뒤쳐져 있는데다 문제점이 산재하던 사회 기반 시설을 좀 더 균형적으로 가꾸고 효율성 높은 에너지 정책을 도입하게 했다. 노동 시장의 융통성 또한 향상되면서 사기업의 자본 투자도 인센티브를 누릴 수 있게 되었다.
1985년 경 정부 예산 적자는 국민총생산의 5% 규모로 떨어지고 86년에는 4.5%로 감소한다. 실질 임금 상승률이 포함된 것이었으며 인플레이션 비율보다 낮았다. 인플레이션도 1987년 4.5%로 떨어졌고 경제분석가들은 1988년 정부의 적자 목표치였던 3%를 더 낮추게 할 수도 있을 거라는 전망을 하게 됐다.
근대화 노력과 경제 규모 확대를 위한 저변 요소 육성은 1980년대 경제 부흥을 일으켰다. 유가는 내려가고 있었고 관광객들의 지출은 스페인 내에서 커지고 있었으며 외국 자본의 투자도 계속 이뤄졌다. 유럽공동체의 요구와 함께 외국 시장과의 경쟁에 노출되기는 했지만 스페인 경제는 투자 자본의 위축 경험 없이 급속도로 확장되게 된다.
OECD의 1987-88년 스페인 경제에 관련한 조사는 "장기간에 걸친 경제 지표 둔화와 인플레이션으로 야기된 경제 침체가 1970년대 후반과 1980년대 초반에 일어났지만 현재 스페인 경제는 생산 증대와 채용 증대로 인플레이션 감소가 동반으로 나타나고 있다."고 밝혔다.
급속도의 경제 성장에는 내수의 증가로 1986년에는 6%, 1987년에는 4.8% 성장한다. 1988년과 1989년에 경제분석가들은 수요가 계속적으로 높이 유지되겠지만 조금 더 떨어진 수준에 머물 것으로 보았다. 수요의 큰 증가는 용역과 재화의 수입을 고려할 경우 20% 정도가 뛴 것이었다.(1987년 기준)
1980년대 중반에 들어 스페인은 인플레이션 지수가 낮아지면서 경제 성장률이 커지고 유럽공동체 평균 치를 두 자리수 웃돌았다. 그러나 수출입 지표의 불균형은 수출이 증가하고 있음에도 불구하고 여전히 해결해야 할 문제점에 해당했다.

## 같이 보기
- 스페인의 경제